# Epidemias de cólera en España
Las epidemias de cólera en España fueron una serie de brotes de cólera morbo que ocurrieron desde el primer tercio del siglo XIX hasta finales del mismo siglo en las grandes ciudades de España. En total, fallecieron unas 800.000 personas a lo largo de las cuatro pandemias que acontecieron en España durante ese siglo. No obstante, la enfermedad del cólera fue una entre varias de las enfermedades contagiosas que azotaron el país. Sirva decir que la población española en 1800 era de 11,5 millones de personas y se caracterizaba por una alta tasa de natalidad y mortalidad. Las sucesivas pandemias que sufrió el país provocaron una recesión económica, así como una oportunidad de cambio profundo en la sanidad e higiene en España. No estuvo exenta de polémicas, tanto por el empleo de las vacunas creadas por Jaime Ferrán y Clúa como por las formas de combatir la enfermedad, así como por las políticas empleadas para abordar la misma. Cabe mencionar que el terror causado en la población, debido a las muertes ocasionadas, fue motivo de revueltas populares e inestabilidad social.[cita requerida]
Desde el primer brote de 1817, ocurrido en la India, es conocida como una enfermedad pandémica. Su posterior propagación a lo largo de los sucesivos países de Europa hace aparecer, finalmente, los primeros casos en España. El primer brote ocurrió a principios de 1833, en el puerto de Vigo, que se repite casi simultáneamente en el sur de España (Andalucía). El primer brote surgió en un ambiente político conflictivo e inestable, en mitad de una transición política severa. La entonces muy reciente muerte de Fernando VII tras la Década Ominosa dejó un estado débil y lleno de conflictos, acontecieron los primeros brotes durante la que sería la Primera Guerra Carlista que se desarrollaba en el norte de España. En 1884, Robert Koch descubrió el origen de la enfermedad en forma de bacilo; el combate contra su avance tuvo ya desde ese año un sentido científico, no obstante aparecen brotes epidémicos a lo largo del mundo. En el siglo XX, solo hubo dos brotes de cólera en España, que sucedieron en 1971 y 1979.

## Características
El cólera es una enfermedad infecciosa causada por las enterotoxinas del bacilo Vibrio cholerae. Los enfermos muestran un síndrome basado en vómitos y una excesiva diarrea (denominada colerina) con heces líquidas sin mostrar apenas fiebre, tras un periodo de incubación de uno o dos días. La muerte se produce por deshidratación en menos de una semana. Habitualmente, la enfermedad se transmite por el agua y los alimentos. Cuando el brote se establece en una población son las propias y abundantes deposiciones (en más de treinta ocasiones por día) las que contaminan con suma facilidad las fuentes de agua potable y las ropas de las personas afectadas. Se propaga con facilidad en las zonas húmedas, y su incidencia es mayor en los países de clima cálido.[cita requerida]
La enfermedad llegó a Europa entre 1817 y 1823, procedente de la India. Azotó diversas zonas de Europa a partir de esta fecha, y sus víctimas llegaron a sumar varios millones. Finalmente, el 2 de febrero de 1884 el doctor Robert Koch descubrió el bacilo causante de la enfermedad en las heces de los pacientes. Antes de esta fecha, todas las curas eran elucubraciones sin sentido científico, ya que muchos de los doctores se encontraban apegados a la teoría miasmática. Muchas de las actividades profilácticas estaban fundamentadas en las sangrías, que por su abundancia producían muertes por desangramiento. Eran frecuentes las lavativas emolientes y mucilaginosas. Tras el descubrimiento de Koch, en España el doctor Jaime Ferrán y Clúa ensayó una vacuna un año después, ampliamente criticada por científicos y políticos. A esta crítica contribuye el español Santiago Ramón y Cajal, que niega la efectividad del método propuesto por Jaime. Finalmente, la vacuna no es aprobada oficialmente, y solo hasta junio de 1919, en un congreso internacional sobre higiene celebrado en París, terminó por ser aceptada públicamente.[cita requerida]
En la actualidad, para su curación no se emplean penicilinas: con una solución de tetraciclina se reducen considerablemente sus efectos. El tratamiento actual consiste en una rehidratación del paciente con aporte de sales minerales, bien por vía intravenosa, bien por oral. La enfermedad del cólera parece haber desaparecido en Europa y América a finales del siglo XIX, y desde 1950 solo se mantienen brotes esporádicos en la India y en países próximos, como Bangladés. No obstante, la Organización Mundial de la Salud (OMS) registra cada año nuevos brotes en diferentes partes del mundo, por regla general en países en vías de desarrollo. A pesar de todo, aparecieron dos nuevos brotes en España a mediados del siglo XX, que se acotaron con relativa facilidad, en los que el número de víctimas fue escaso, en comparación con los brotes del siglo XIX.[cita requerida]

## Historia
Una de las características de la inicial evolución del cólera es que cada país infectado trataba de solucionar el problema por sí mismo, sin solicitar ayuda al resto y sin realizar ninguna acción conjunta, ni dar información alguna a otras naciones. En España, ocurrió de la misma forma. Las enfermedades infecciosas son una forma habitual de mortalidad, y a comienzos del siglo XX, las muertes por enfermedades infecciosas todavía suponían casi la cuarta parte de las defunciones. El cólera era una de las más temidas por la sociedad, pero no era la única que azotaba al país: un ejemplo eran la fiebre amarilla y la viruela. La mortalidad de los diferentes brotes causó unas 300 000 muertes en el periodo 1833-1834, unas 236 000 muertes en 1854-1855, unas 120 000 en 1865 y otras 120 000 en 1885. Se puede comprobar que el último brote ocurrió cuando ya se conocía la causa de la enfermedad. El cólera afectó en sus diversos brotes sobre todo a la mitad oriental de la península ibérica, y particularmente a los núcleos urbanos densamente poblados, de la costa y algunos de ellos también en el interior. Desde que en 1832 la enfermedad apareció en Gran Bretaña, en España existía la preocupación por conocer el origen, la prevención y el tratamiento. Sin embargo, al desconocer la etiología de la enfermedad, las acciones de carácter preventivo eran ensayos sin fundamento científico alguno.[cita requerida]

### Primeras gestiones
Desde la administración se tomaron las medidas preventivas para detener el avance, creyendo en las teorías clásicas epidémicas de la época. El doctor Pedro Castelló consiguió de Fernando VII la autorización para enviar, en febrero de 1832, una comisión médica compuesta por Pedro María Rubio, Lorenzo Sánchez Núñez y Francisco Paula y Folch, con el objeto de estudiar los efectos del cólera en ciudades como París, Viena y Múnich, siendo el resultado de su viaje el informe remitido desde Berlín el 31 de mayo de 1833, no publicado hasta 1834. La aparición del primer brote en la península a partir de 1832 era cuestión de tiempo. Algunas de las medidas se fundamentaban en la creación de cordones sanitarios, las cuarentenas en los lazaretos, el aislamiento sectorizado de la población, la habilitación de hospitales. Se mejoraron las condiciones higiénicas de algunas ciudades pobladas, limpiando con más frecuencia las calles. Se publicó un Plan Curativo del Cólera Morbo. La primera polémica surgió cuando comenzaron a aplicarse los cordones a ciertos segmentos de la población: algunos médicos no estaban de acuerdo con la aplicación de cordones debido a que tenían dudosa eficiencia, además de que paralizaban las actividades económicas. Algunos médicos, sin embargo, estaban de acuerdo con las medidas y las adoptaban según su criterio al no haber una autoridad central de tipo sanitario.[cita requerida]
En esta época del siglo XIX se consideraba a la enfermedad del cólera como una enfermedad epidémica, en absoluto contagiosa, y por lo tanto se pensaba que el mejor proceder era poseer una buena higiene para no adquirirla. El Plan Curativo del Cólera Morbo hacía numerosas indicaciones al respecto. Se mencionaba que la causa principal del cólera residía en la propia atmósfera. Se realizan acciones profilácticas como sacar fuera de las ciudades la venta de frutas y verduras. Se establecieron Juntas de Sanidad de régimen local. Las principales teorías patogénicas sobre el morbo eran la nerviosa, espasmódica, humoral y gastroentérica o inflamatoria. Uno de los doctores que destacó en los primeros brotes fue el higienista Mateo Seoane Sobral, quien publicó diversos artículos sobre la evolución de las pandemias en Europa, recopilador de las experiencias de otros países en el tratamiento de la enfermedad. De la misma forma, el precursor de la epidemiología española, Nicasio Landa y Álvarez de Carvallo realizó numerosos estudios estadísticos (topografía médica, tasas de incidencia, tasas de letalidad, etcétera) que permiten estudiar la evolución de la enfermedad hoy en día, sobre todo las correspondientes al segundo brote de 1855.[cita requerida]

### Primer brote
Habían pasado nueve meses desde que el cólera había llegado a París, y año y medio desde que había llegado a Inglaterra, y las autoridades españolas y portuguesas sabían que era cuestión de tiempo la aparición del primer brote en la península. Los primeros casos de la enfermedad se dieron en la ciudad de Vigo, en enero de 1833. El primer afectado se llamaba Francisco Conde, y vivía en las cercanías del arsenal de Vigo. En Barcelona, se produjo un brote casi simultáneamente. El brote tuvo su inicio debido al desembarco de las tropas de combate procedentes de la Guerra de Sucesión portuguesa; es posible que fueran las responsables de su llegada a España, y fue en Andalucía donde se produjeron los casos más mortales en el verano de ese mismo año. La llegada del invierno frenó el avance de la pandemia en todo el país, y al llegar de la primavera la enfermedad alcanzó en un segundo avance Madrid. De Vigo se propagó a Pontevedra, y quedó aislado en esa área de Galicia. Otras historias mencionan que la enfermedad vino a bordo del barco de vapor Isabel la Católica, que procedía de Grecia; en él, viajaban tres enfermos que fueron incomunicados en el lazareto correspondiente. A pesar de todo, días después aparecieron casos en Redondela, Tuy, Vigo, Pontevedra y en casi todos los pueblos de la provincia.[cita requerida]
El foco del sur de España fue más virulento, y se propagó con gran fuerza debido a las condiciones medioambientales, hasta llegar a Madrid, Toledo, Guadalajara, Soria, Ávila, Burgos y Cuenca. En la capital, ya en el mes de julio de 1834, el terror de la enfermedad era de tal intensidad que se produjeron matanzas de frailes, acusados de causar la enfermedad por envenenamiento de las aguas. El suceso fue recogido por la prensa local. Se comenzaba a sospechar de todo el mundo, de los aguadores, los farmacéuticos, de los médicos. El número de denuncias de personas que se sospechaba contaminaban el agua se multiplicaron.[cita requerida]
Hubo una tercera vía de entrada del cólera de 1834 a través del Mediterráneo, Baleares y Tarragona. Una de las causas fue el navío francés Tritón, que había partido de Tolón con soldados de la legión extranjera en una larga travesía que incluyó Orán y Argel. Los casos de cólera en el barco comenzaron desde su salida de Tolón y, pese a efectuar cuarentena e higienizar con cal, el barco propagó el cólera por las ciudades donde hizo parada como Tarragona y Rosas. Esta primera epidemia de afectó a unas 1.394 poblaciones, la última provincia afectada fue Cáceres y el último pueblo Ceclavín. La epidemia duró en total un año, cinco meses y veintidós días. Del primer brote casi 300.000 personas fueron afectadas, un tres por ciento de la población.[cita requerida]

### Brotes sucesivos

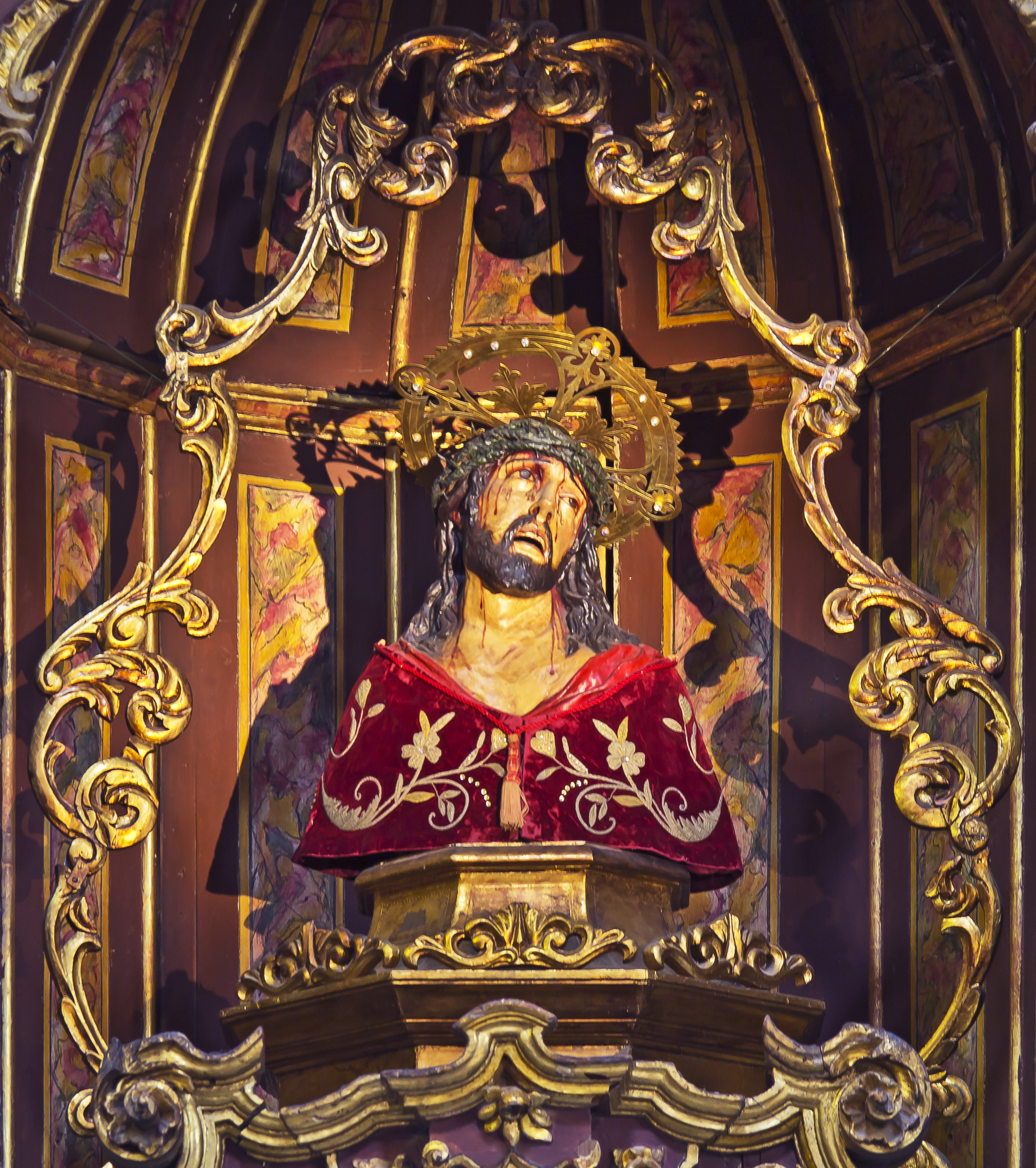
Señor de las Tribulaciones, imagen a la que se le atribuyó la finalización del cólera-morbo-asiático en Santa Cruz de Tenerife, en 1893.

El 19 de noviembre de 1853, la enfermedad regresó al puerto de Vigo, a través del vapor Isabel La Católica. El buque y sus tripulantes permenecieron en cuaretena en el lazareto de la isla de San Simón, de donde la patología se difundió paulatinamente por las Rías Bajas. Al principio, el brote sólo afectó a las clases bajas, pero fue subiendo en virulencia, y en 1854 se extendió por La Coruña, causando tres mil muertos, según una estimación del médico y alcalde coruñés, Narciso Pérez Reoyo.
La epidemia de 1855 afecta a amplias zonas del interior. Este segundo brote es el más documentado por la prensa de la época y del que más calado hay en la memoria de los afectados. Cabe pensar que uno de cada diecinueve españoles se vio afectado en la segunda epidemia. Siendo no el más mortífero de los brotes de cólera acaecidos en España en el siglo XIX, es devastador por las consecuencias que generó su miedo. Todo ello a pesar de que ya se comenzaba a sospechar en los modos de transmisión de la infección entre la población y de comenzar a coordinarse una incipiente red internacional de puestos sanitarios que facilitasen información periódica respecto a la evolución y situación de la enfermedad. En algunas ciudades, como en Madrid, se renovó el sistema de comunicación y saneamiento de aguas, creando el Canal de Isabel II. En las provincias españolas fueron apareciendo sucesivamente brotes epidémicos. Este brote atacó con mayor virulencia a las clases bajas, en especial las emergentes trabajadoras.[cita requerida]
A nivel mundial, la siguiente pandemia surgió en 1863 y alcanzó hasta 1873. En 1865, el cólera entró en España por el puerto de Valencia, y las provincias más afectadas fueron Valencia, Palma de Mallorca, Gerona, León, Albacete, Huesca y Teruel. El doctor Antonio Fernández García realizó una labor encomiable de recopilación de datos. En España, durante el periodo de 1855 a 1865 habían ocurrido cambios políticos.[cita requerida]
En 1885, una gran epidemia de cólera afectó a unas 5000 personas, de las cuales murieron el 50 por ciento, en la provincia de Jaén. Llegó precedida por algunos fenómenos catastróficos, como terremotos y lluvias torrenciales, que crearon el caldo de cultivo para desarrollar la epidemia. Llegó desde el Levante, a través de la provincia de Granada. En julio de 1885, ya afectaba a poblaciones como Villacarrillo, Torreperogil, Cazorla, Arjonilla o Baeza. Aunque el primer caso se registró en Jaén el 13 de agosto, durante un mes antes se dieron fallecimientos que tuvieron como causa enterocolitis, diagnóstico que puede interpretarse como un eufemismo para referirse al cólera cuando no se quiere declarar la enfermedad. El total de víctimas mortales en la capital fue de 611, similar al de la epidemia de 1855, pero menor, porcentualmente; de todas formas, mucho más elevado que el del conjunto nacional.
Uno de los últimos brotes más virulentos ocurrió en 1893 en las Islas Canarias. El 11 de octubre de ese año, el barco italiano Remo atracó en Santa Cruz de Tenerife; llegó de Río Grande, de paso para Génova. Las medidas de aislamiento fallaron, lo que provocó que una epidemia de cólera-morbo-asiático se extendiera por toda la ciudad y municipios limítrofes. La alarma cundió en las otras islas, que inmediatamente se incomunicaron con la isla de Tenerife. Se realizaron procesiones religiosas rogativas por las calles de la ciudad, como la del Señor de las Tribulaciones. La actitud del pueblo santacrucero durante la epidemia le valió a la ciudad el título de "Muy Benéfica" y la Cruz de Primera Clase de la Orden Española de Beneficencia. Se estima que fueron atacados por la enfermedad 1.744 ciudadanos (el 8,84% de la población), de los que fallecieron 382 (el 21,90%).

### Brotes en elsigloXX
En el siglo XX, se regularizó el empleo de vacunas anticoléricas, y se conoce la forma de abordar la enfermedad. Avances en el desarrollo de las vacunas y antibióticos. A pesar de todo, se produjo un brote epidémico de cólera en pleno franquismo, y se localizó el foco en la ribera del Jalón; esto ocurrió en julio de 1971. Posteriormente, hubo otro brote en 1979.

## Efectos sociales
El primer brote de cólera fue tratado muy discretamente por la prensa española. Por ejemplo, en la prensa madrileña la situación real se disimuló hasta que el brote alcanzó la capital en 1834. Se temía que la enfermedad paralizase las actividades de comercio. Las pandemias de cólera, y sobre todo la de 1885, se han estudiado ampliamente, tratando incluso sus dimensiones terapéuticas. Las polémicas sobre los posibles tratamientos científicos, las discusiones sobre los más eficaces, todos ellos fueron de gran trascendencia y crearon alarma social. Cabe destacar la vacunación de Ferrán y la polémica nacional desatada en torno a la misma. De todas formas, la polémica social se encontraba en los frecuentes tratamientos milagrosos. No faltaban los ensalmadores que curaban mediante oraciones, palabras mágicas y signos. La multitud de formas de pretender curar la enfermedad dependió fundamentalmente de las doctrinas etiopatogénicas que tenían los médicos de la época. Como profiláctico, se recomendaban el sulfato de quinina, el alcanfor y el ácido benzóico; otros remedios fueron el cigarro de cinabrio, un mineral rico en mercurio, y el humo de carbón de leña.[cita requerida]
El nivel de indigencia en las ciudades era alto; desde finales del siglo XVIII, el número de personas en esas condiciones en las grandes ciudades no dejaba de crecer. Este grupo social fue el que dirigió revueltas populares, unas dirigidas contra la Iglesia y otras contra otros organismos jerárquicos de poder. Se produjeron motines en las grandes ciudades. Su estilo de vida, carente de higiene, de comida y de medios básicos, los convirtió en uno de los objetivos de la enfermedad. Las ciudades y pueblos se aislaron y sufrieron controles de acceso. Las ciudades amuralladas emplearon las murallas como "barrera de acceso". A los sospechosos se les conducía a los lazaretos. Las guerras Carlistas, con su consiguiente movimiento de tropas, ayudaron a la expansión de las epidemias de cólera. El terror que causaba la enfermedad hizo que el brote de cólera de 1865 vaciara ciudades como Madrid y Burgos. Un gran porcentaje de la población se desplazó, y dejó sus negocios abandonados y las ciudades despobladas. El efecto sobre la economía se sintió en décadas posteriores. Tras cada brote, los campos se abandonaban e iban seguidos de periodos de carestía que afectaban a grandes grupos de población.[cita requerida]
Antes de estas epidemias, los cementerios en España se encontraban ubicados en el centro de las ciudades, a veces cercanos a los propios hospitales y en ocasiones se enterraba a las personas dentro de las iglesias. El traslado de los cementerios desde el centro de las poblaciones a sus afueras se debió precisamente a la cantidad de decesos. En muchos casos, los cementerios pasaron de estar intramuros a extramuros de las ciudades. En muchos cementerios, se mantenían abiertas fosas "familiares", a la espera de nuevos fallecimientos entre los parientes cercanos para taparlas cuando quedaran llenas. Tras los primeros brotes, rara era la ciudad que no tenía los cementerios ubicados "a las afueras"; en la actualidad, algunos de los cementerios populares se encuentran en las afueras, y datan de comienzos del siglo XX.